# Treccia mochena
La treccia mochena è un dolce tipico del Trentino.

## Storia
A dispetto del nome, la treccia mochena non è un dolce tipico della cucina tradizionale della Val dei Mocheni; è infatti assente dalla memoria popolare, e non compare nei ricettari antichi che ci sono pervenuti; anche gli ingredienti usati non sono, a loro volta, tipici della zona.
Il dolce è stato reinventato, sulla base di una non meglio specificata "antica ricetta locale", dal panificio Osler di Canezza (chiuso nel 2012); nonostante si tratti di un piatto recente, è entrato comunque (non senza resistenze e polemiche) tra quelli caratteristici della Valle.

## Descrizione
Si tratta di un dolce simile per aspetto allo strudel, realizzato con pasta sfoglia sagomata a forma di treccia e farcito con crema pasticcera e confettura di mirtilli.